# Corrado Franco
Corrado Franco (* 1956 in Turin) ist ein italienischer Filmregisseur und Drehbuchautor.

## Leben
Farina arbeitete als Publizist und Filmkritiker; 1980 drehte er einen Langfilm auf Super8, der beim Filmfestival Brüssel ausgezeichnet wurde. Nach einem 1983 entstandenen Film für das italienische Fernsehen debütierte er im Kino sechs Jahre später mit Corsa in discesa, einem Kriminalfilm nach einem Roman Cornell Woolrichs. In den Folgejahren widmete er sich als Dozent dem Unterrichten und legte nur noch einen Kurzfilm aus dem Jahr 2000 vor. Franco ist Gründer der Produktionsgesellschaft „Sherpa Film“.

## Filmografie
- 1989: Corsa in discesa
- 2001: L'ultima questione (Kurzfilm)